# Guy Pion
 (octobre 2023).
 (juillet 2022).
Il peut être nécessaire de l'améliorer pour respecter le principe de neutralité de point de vue. Veuillez consulter la page de discussion pour plus de détails.

 (janvier 2020).
Si vous disposez d'ouvrages ou d'articles de référence ou si vous connaissez des sites web de qualité traitant du thème abordé ici, merci de compléter l'article en donnant les références utiles à sa vérifiabilité et en les liant à la section « Notes et références ».
Guy Pion, né le 15 avril 1949 à Lessines (Belgique), est un comédien belge.

## Filmographie

### Cinéma
- 1973 : Ras le bol : Carpenti[1] ;
- 1974 : Le Nosferat ou les eaux glacées de calcul égoiste : le fils / Jack l’Éventreur ;
- 1976 : Le Choix : Pierre Longin ;
- 1978 : Des anges et des démons : Serge ;
- 1978 : Une page d'amour : Carlos ;
- 1989 : La Tartine au jambon ;
- 1989 : La Mort du roi fou ;
- 1992 : Sur la terre comme au ciel : Le concierge ;
- 1993 : Krapatchouk : Polni ;
- 1993 : Anchoress : Innkeeper ;
- 1996 : Les Aveux de l'innocent : le chauffeur de taxi ;
- 1997 : Le Rêve d'Urias ;
- 2000 : Le Roi danse : le médecin de Lully ;
- 2006 : Congorama : Germain Collignon ;
- 2009 : Pour un fils : le père de Mattéo ;
- 2009 : L'Éclusier : le père de l’éclusier.

### Télévision
- 1994 : Un ange passe : Marcel ;
- 1995 : Victor et François : le directeur ;
- 1995 : La Fête des pères ;
- 1996 : D'amour et d'eau salée : le réceptionniste ;
- 2001 : Le Violon brisé : le luthier ;
- 2002 : Joséphine, ange gardien, épisode la vérité en face : le clochard ;
- 2018 : La Trêve 2, épisode 1 et 3 : le médecin légiste ;
- 2022 : OVNI(s) - saison 2 : le fermier[réf. nécessaire].

## Doublage

### Cinéma

#### Films
- 2018 : Dédale meurtrier : Orvos (Ági Szirtes (hu))
- 2019 : Never Grow Old : Pike (Danny Webb)
- 2021 : Compétition officielle : Humberto Suárez (José Luis Gómez)
- 2022 : Nostalgia : Raffaele (Nello Mascia)

#### Film d'animation
- 2022 : La Guerre des Dieux (en) : Maître Yuding Zhenren

### Télévision

#### Séries télévisées
- 2013 : Doctor Who : Deuxième Docteur (Patrick Troughton) (images d'archives) (saison 7, épisode 13 et épisode spécial 50 ans)
- 2017 : Underground : Jay (Clarke Peters)
- 2021 : Cecilia : Don Jaime (Frank Gerrish)
- 2021 : The Pembrokeshire Murders : le juge John Griffith William (Ian Saynor) (mini-série)
- 2022 : Super Pumped : David Bonderman (Chelcie Ross)
- 2022 : Candy : Meurtre au Texas : Bob Pomeroy (Rick Espaillat) (mini-série)

#### Téléfilms
- 2017 : Ma fille est innocente ! (téléfilm) : l'inspecteur Grayson (John Koensgen)

## Théâtre
- 1993 : Mein Kampf de G. Tabori
- 1993 : Belgique de Anita Van Belle
- 1993 : 26 bis impasse du Colonel Foisy de R.D. Dubois
- 1993 : Marat Sade de Peter Weiss
- 1994 : Le journal intime de Sally Mara de Raymond Queneau
- 1994 : Le fils des trois mousquetaires de Cami
- 1994 : L'Ouest le vrai de Sam Shepard
- 1995 : Yasha de Jasmina Reza
- 1995 : Le Marchand de Venise de W. Shakespeare
- 1996 : Variations sur les canard et les écureuils de David Mamet
- 1996 : Les fourberies de Scapin de Molière
- 1997 : Arlequin dans Arlequin serviteur de deux maîtres[2] de Goldoni, mis en scène de Boso ;
- 1997 : Mort d'un commis voyageur de Arthur Miller
- 1998 : La Locandiera de Carlo Goldoni
- 1998 : L'Opéra de 4 sous de Bertolt Brecht
- 1999 : Fin de partie de Samuel Beckett
- 2000 : Le chant du dragon de Claire Lejeune
- 2000 : Rouge, noir et ignorant d'Edward Bond
- 2001 : la cerisaie d'Anton Tchéchov
- 2001 : Les géants de la montagne de Luigi Pirandello
- 2001 : Othello de William Shakespeare
- 2002 : Le lieutenant d' Inishmore
- 2003 : Les Jumeaux vénitiens[3] de Carlo Goldoni
- 2003 : Moscou nuit blanche de Thierry Debroux
- 2003 : Mort accidentelle d'un anarchiste[4] de Dario Fo
- 2002 : Si c'est chanté c'est pas perdu[5] concert
- 2005 : La noce chez les petits bourgeois de Bertold Brecht
- 2006 : Les Affaires de monsieur Jules César de Bertolt Brecht
- 2006 : Bouvard et Pécuchet de Gustave Flaubert
- 2006 : l'Atelier de Jean-Claude Grumberg
- 2007 : Arlequin dans L’oiseau vert de Gozzi, mis en scène par Carlo Boso ;
- 2008 : le Mariage de Figaro de Beaumarchais
- 2008 : Faust de Jean Louvet
- 2009 : Une fête pour Boris de Thomas Bernhardt
- 2009 : Faut pas payer de Dario Fo
- 2010 : Intox de Michel Huisman
- 2011 : les Névroses sexuelles de nos parents de Lukas Bärfuss
- 2011 : un fil à la patte de G.Feydeau
- 2012 : L'Eveil du printemps de Frank Wedekind
- 2014 : Cabaret de Joe Masteroff
- 2014 : Richard III de Shakespeare, mise en scène d'Isabelle Pousseur[6] ;
- 2015 : Ubu's d'après Alfred Jarry
- 2015 : Ay! Carmela de Jose Sanchis Sinisterra
- 2016 : L'Avare [7]de Molière[8].
- 2017 : le Noël de Mr Scrooge[9] d'après Dickens
- 2017 : Mephisto de Thierry Debroux d'après Goethe
- 2018 : Festen de Th. Vinterberg
- 2018 : Sunset Boulevard de Andrew Lloyd Weber
- 2019 : 1984[10] d'après G. Orwell
- 2019 : Ruy Blas de Victor Hugo
- 2022 : l'école des femmes[11] de Molière

## Distinctions
- 2000 : Prix du Théâtre du meilleur comédien pour le rôle de Clov (Fin de partie)
- 2014 : nommé meilleur comédien pour le rôle de Richard III